# Costantino Garraffa
Costantino Garraffa (Palermo, 3 febbraio 1955) è un politico italiano.

## Biografia
Nel 2001, diventa Senatore della Repubblica della XIV Legislatura ed aderisce al gruppo parlamentare dei Democratici di Sinistra.
Il 2006 lo vede nuovamente Senatore: viene infatti eletto nella Circoscrizione Sicilia nella lista dei DS.
Alle elezioni politiche del 2008 viene confermato al Senato della Repubblica nella lista del Partito Democratico nella Circoscrizione Sicilia.
È stato Presidente dell'Associazione antiracket SOS Impresa di Palermo.